# Putterij

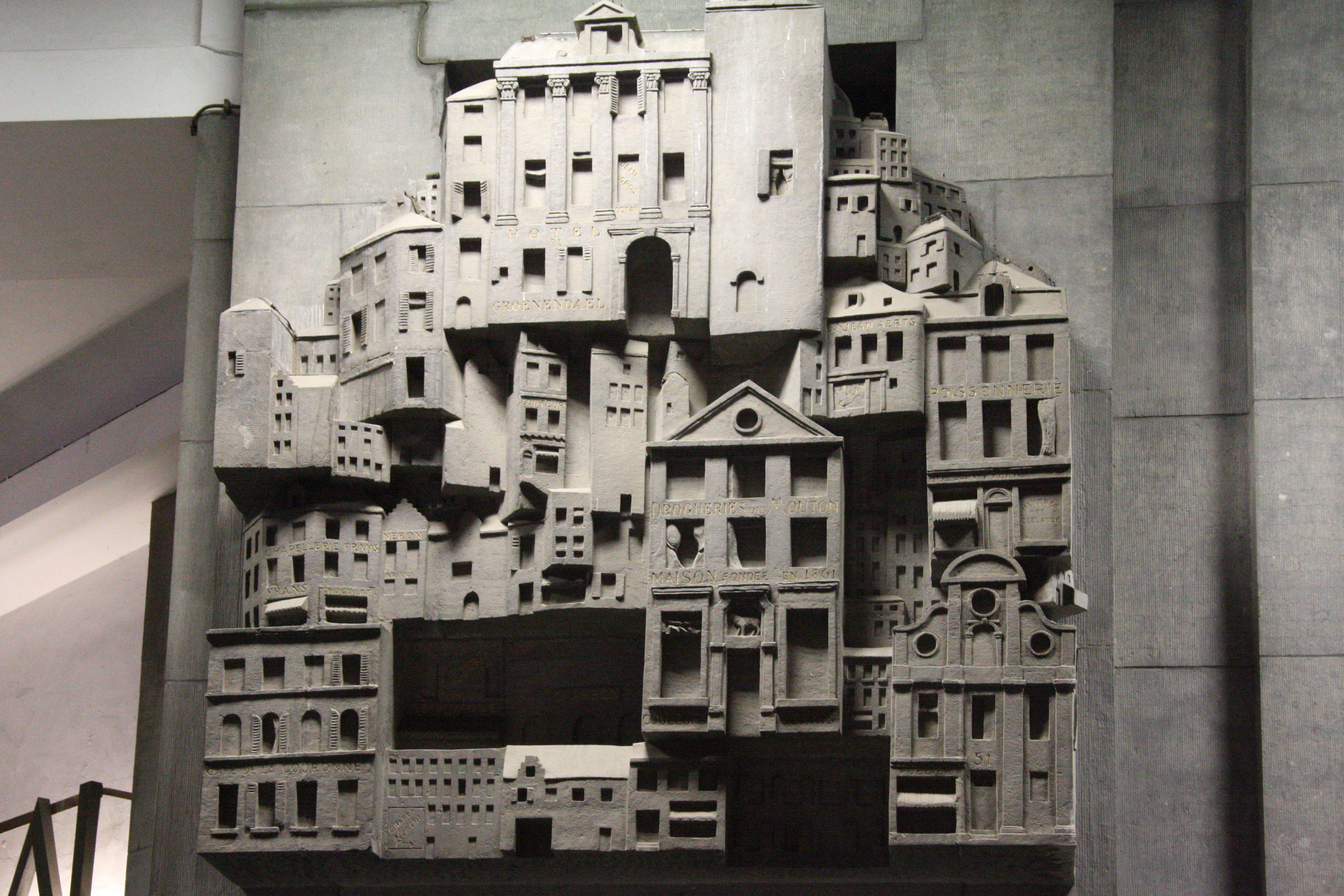
Gedenkreliëf van Charles Leplae aan de hoofdingang van Brussel-Centraal voor de gesloopte wijken Putterij en Sint-Rochus

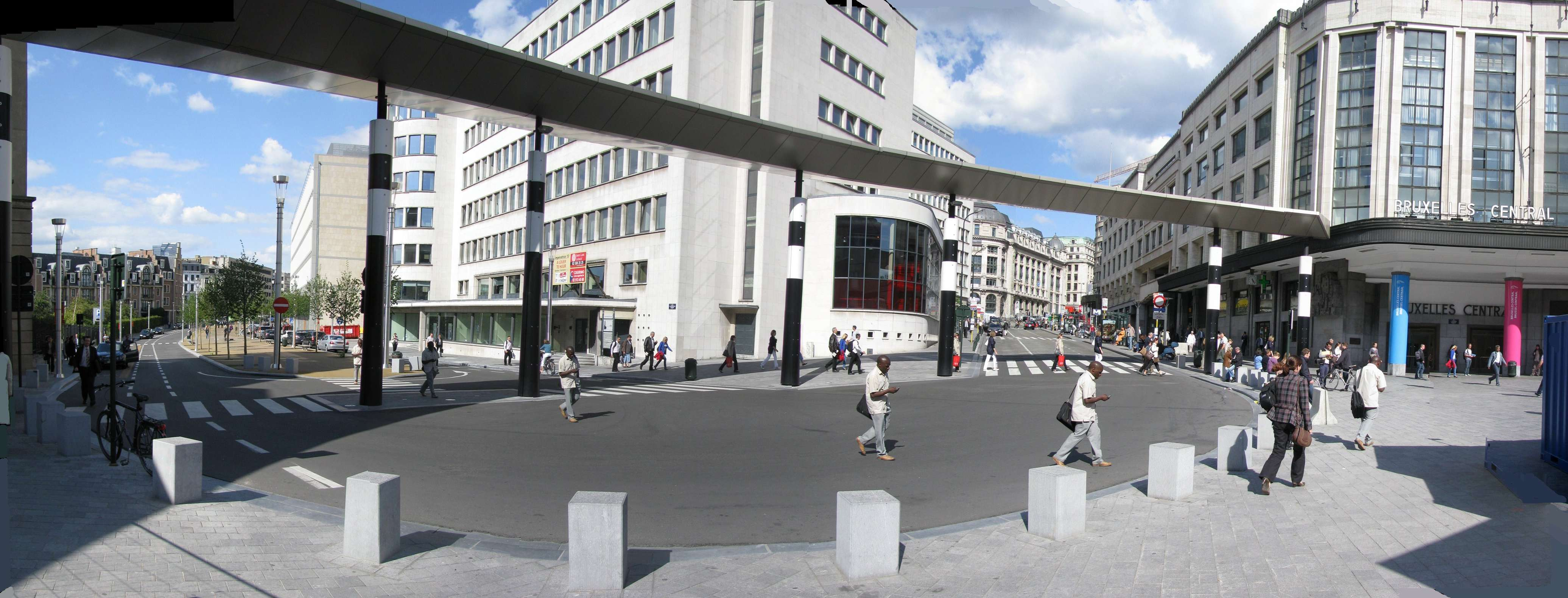
Zicht van op het Europakruispunt naar de Putterij (de straat rechts tussen Sabena Air Terminus en Brussel-Centraal)

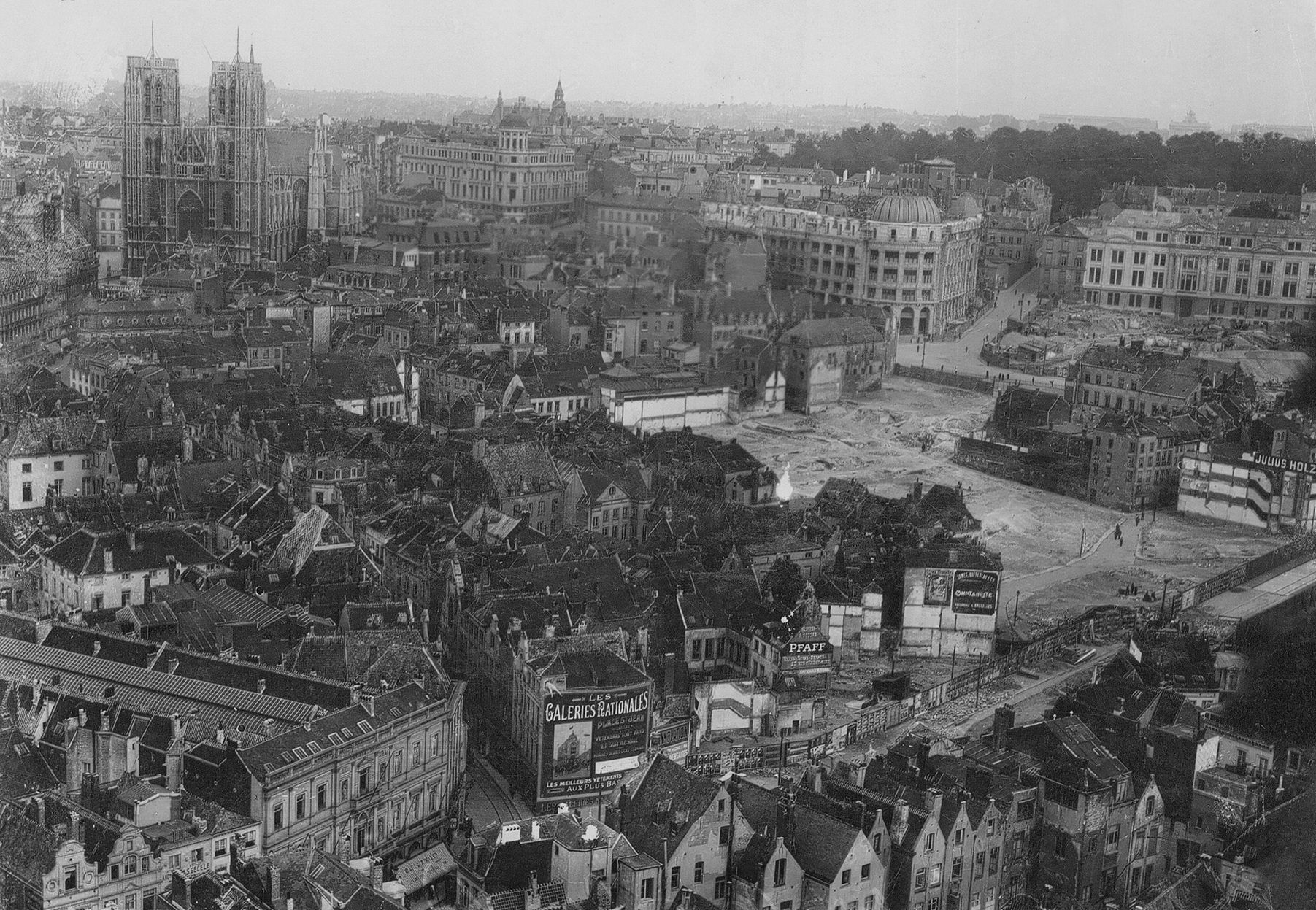
De deels gesloopte wijk in 1912

Putterij (Frans: Putterie) is een straat en voormalige wijk in Brussel. 
De straat loopt van de Magdalenasteenweg over het Europakruispunt naar de Kantersteen/Loksumstraat. Het lagere deel is een kasseistraat tussen de Magdalenakerk en een parkje. Het hogere deel van de Putterij, voorbij het Europakruispunt, is een brede asfaltweg tussen Sabena Air Terminus en Brussel-Centraal.
Diverse etymologieën zijn gesuggereerd voor de naam Putterij, die ca. 1226-1238 voor het eerst is vermeld. Een associatie met het toponiem Puitenhol en dus met kikkers is niet uitgesloten, maar vermoedelijk verwijst Putterij naar een pottenbakkersbuurt (vgl. Potterierei). De aardewerkindustrie met haar rookhinder en brandgevaar zou er al in de 13e eeuw zijn weggetrokken toen ze binnen de eerste stadsmuur kwam te liggen. De naam bleef echter achter. Op de eerste stadsplannen is de Putterie een kronkelende straat die de Koperbeek vanaf de Houtmarkt volgt tot beneden aan de Vismarkt. 
De volkswijk, waar tienduizend mensen opeen leefden, werd eind 19e eeuw als onhygiënisch en deels verkrot beschouwd. Het stadsbestuur had dan ook niet veel nodig om in het kader van de Noord-Zuidverbinding te beslissen dat alles tegen de vlakte moest. 970 woningen werden onteigend en vanaf 1910 gesloopt. Reliëf werd genivelleerd en het stratenpatroon verdween onder brede boulevards. Eén daarvan, langs de noordgevel van het Centraal Station, kreeg de naam Putterij, al stond hij bijna loodrecht op de oude Putterijstraat.